# Großes Familiengericht
Als großes Familiengericht wird ein Gericht bezeichnet, welches umfassende Zuständigkeit für familienrechtliche Belange hat. Dahingegen besitzt das kleine Familiengericht nur Zuständigkeiten für die Kernbereiche des Familienrechts. 
Diese Unterscheidung findet sich nicht wörtlich in der Tätigkeit oder Zuständigkeit der Gerichte. Es handelt sich vielmehr um einen rechtstheoretischen Begriff, welcher z. B. in Gesetzgebungsverfahren Widerhall findet.

## Einführung des großen Familiengerichts
Zum 1. September 2009 wurde das Gesetz über die Angelegenheiten der freiwilligen Gerichtsbarkeit (FGG) durch das Gesetz über das Verfahren in Familiensachen und in den Angelegenheiten der freiwilligen Gerichtsbarkeit (FamFG) ersetzt. Im Zuge dieser Reform gingen die Zuständigkeiten der Vormundschaftsgerichte an die Familiengerichte und die Betreuungsgerichte über. Es handelt sich hierbei jeweils um Abteilungen von Amtsgerichten.
Im Rahmen dieser Reform wollte der Gesetzgeber (Bundestag) die Zuständigkeiten Familien betreffend bündeln.

„Im Juni 2003 hat sich die Konferenz der Justizministerinnen und Justizminister mit großer Mehrheit für eine Erweiterung der Zuständigkeit des Familiengerichtes ausgesprochen und in ihren Beschlüssen festgestellt, dass dies notwendig sei, um tatsächlich zusammenhängende Rechtsstreitigkeiten auch zusammenhängend entscheiden zu können. Sie hat das Bundesministerium der Justiz gebeten, darauf hinzuwirken, dass die dort bestehende Expertengruppe zur Reform des familiengerichtlichen Verfahrens dem Anliegen Rechnung trägt und prüft, welche zivilrechtlichen Streitigkeiten und vormundschaftsgerichtlichen Angelegenheiten in Zukunft in die Zuständigkeit des Familiengerichtes gehören sollen.“

## Belege
1. ↑  BT-Drs. 16/6308 S. 168